# Hayko
Hayk Hakobyan —en armenio: Հայկ Հակոբյան— (Ereván, 25 de agosto de 1973-Ib., 29 de septiembre de 2021), más conocido como Hayko —en armenio: Հայկո—, fue un cantante armenio que ganó la selección nacional armenia para el Festival de la Canción de Eurovisión 2007 en Helsinki. Representó a Armenia en el Festival de la Canción de Eurovisión en la final con la canción «Anytime You Need», la cual llegó al 8.º lugar.

## Biografía
Hayko fue entrenado en una escuela musical por T. Chukadjyan, y luego fue a un colegio de música con Romanos Melikyan. Asistió al Conservatorio Musical Estatal de Ereván.
En 1996, participó en el festival "Moskva 96" ("Moscú 96") y ganó el primer lugar; al año siguiente también ganó el primer premio en el festival Big Apple en Nueva York (Estados Unidos).
Entre 1998 y 1999, fue reconocido como Mejor Autor - Intérprete en la Competencia de Autores "Ayo" y nominado al premio por Mejor cantante. Ese año grabó su primer CD llamado Romances, en el que representó las canciones populares de Armenia con una interpretación completamente nueva.
En 2002, fue nominado en diferentes categorías en los Premios Nacionales de Música Armenia —mejor cantante, mejor proyecto y mejor álbum). Ganó las tres nominaciones, por lo que fue un año que se volvió excepcional en su carrera. En la edición 2003 de los mismos Premios Nacionales de Música Armenia obtuvo el premio por el Mejor DVD.
Su primer concierto en Estados Unidos fue en el Alex Theatre en 1993. Más tarde, el 27 de mayo, ofreció una interpretación solista en Ereván, que fue grabada, y posteriormente presentó un DVD llamado Live Concert.
En 2003, no solo grabó su primer CD de autor llamado Norits [Otra vez], sino que también fue nuevamente reconocido como el Mejor cantante 2003 y 2006 en los Premios Nacionales de Música Armenia.
Con la canción «Anytime you need» Hayko entró al Eurovisión 2007 por Armenia, en el cual obtuvo el octavo puesto.
Fue coach y productor musical de la versión armenia de La voz.
Falleció el 29 de septiembre de 2021, a los 48 años, en Ereván, por complicaciones de la COVID-19, que le había sido diagnosticada una semana antes.